# Liste der Departements im Königreich Westphalen

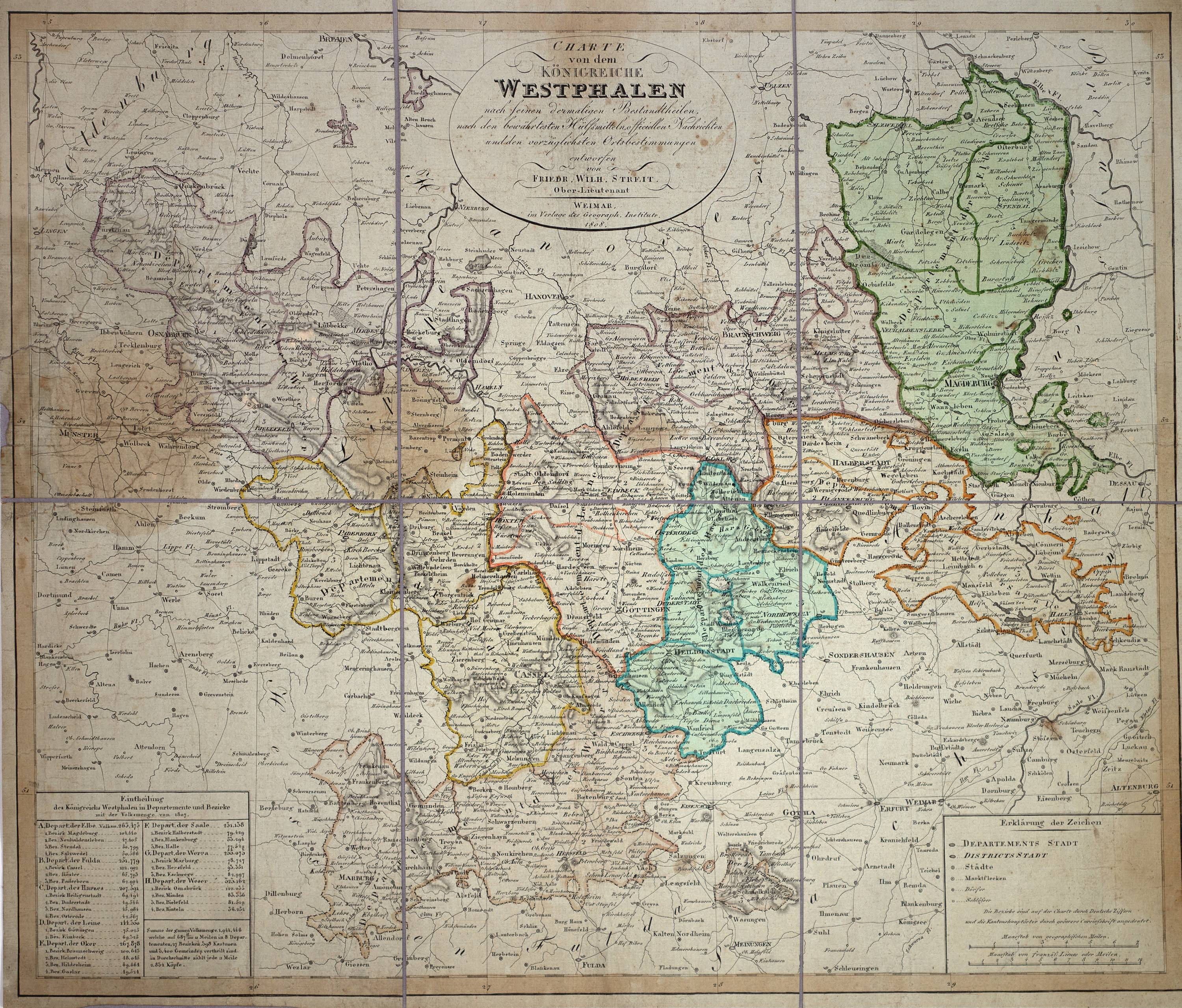
Karte des Königreiches Westphalen von Friedrich Wilhelm Streit (1808, Hessisches Staatsarchiv Marburg)

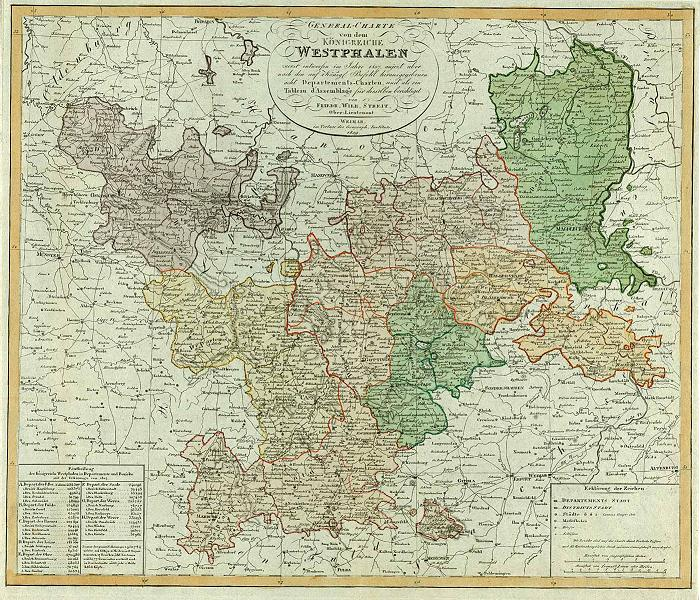
Zeitgenössische Charte des Königreichs von 1809

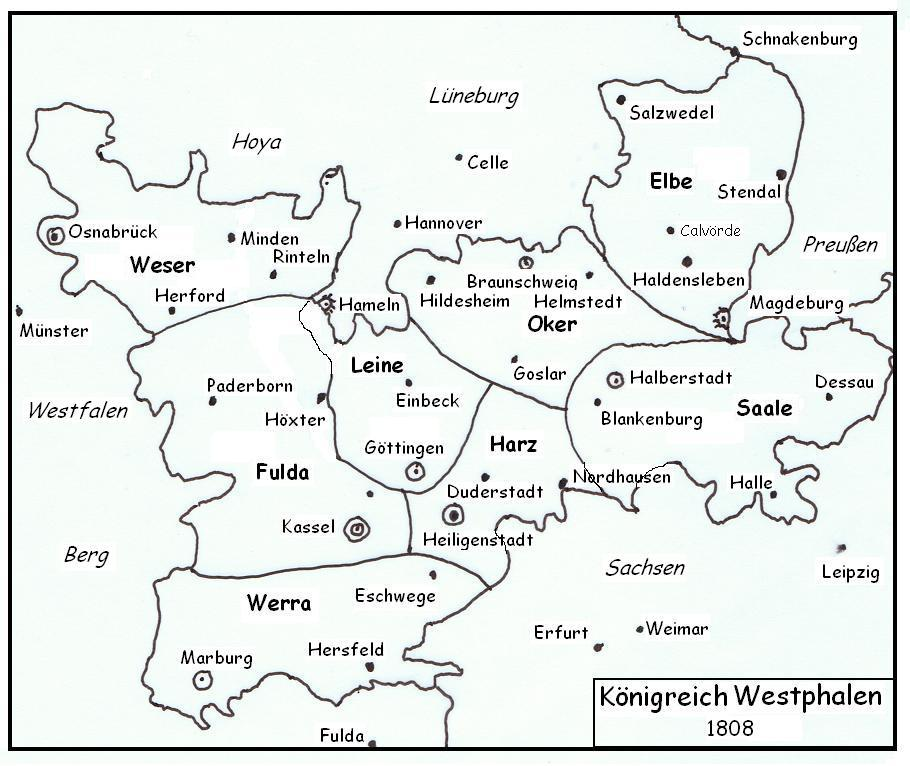
Das Königreich zwischen 1807 und 1810

Das Königreich Westphalen war gemäß Artikel 34 seiner Verfassung vom 15. November 1807 in Departements gegliedert; in ihrer ursprünglichen Form wurden sie durch königliches Dekret gebildet, wodurch die Einteilung des Königreichs in acht Departements angeordnet wurde. Es bestand 1807 bis 1810 aus acht, 1810 aus zwölf und 1811 bis 1813 aus acht Departements.
Das Königreich wurde ursprünglich durch Dekret vom 24. Dezember 1807 in acht Departemente eingeteilt. Es waren dies das Departement der Elbe (mit Amt Calvörde), Departement der Fulda, Departement des Harzes, Departement der Leine, Departement der Oker, Departement der Saale, Departement der Werra und das Departement der Weser, mit insgesamt fast zwei Millionen Menschen.
Den ersten Zuwachs erhielt Westphalen durch eine sächsische Abtretung im Traktat vom 19. März 1808. Die Grafschaft Barby, das Amt Gommern und den größten Teilen des sächsischen Anteils der Grafschaft Mansfeld (ohne Artern, Voigtstedt und Bornstedt) sowie dem sächsischen Teil der Ganerbschaft Treffurt und der Vogtei Dorla (zusammen etwa 30.000 Einwohner). Durch Decret vom 27. März 1808 wurde das abgetretene Mansfeld mit dem Departement der Saale, Barby und Gommern mit dem Departement der Elbe verbunden.

Gliederung um 1811

Am 1. März 1810 trat ein am 14. Januar 1810 in Paris geschlossener Vertrag über die Einverleibung der Restes von Hannover in Kraft. Lediglich etwa 15.000 Einwohner im Lauenburgischen wurde ausgenommen, ein Gebiet, das sich der Kaiser zu eigener Disposition vorbehielt. Integriert wurde das Fürstentum Calenberg, das Fürstentum Lüneburg, die Herzogtümer Bremen und Verden, die Grafschaften Hoya und Diepholz, das Land Hadeln, die Herrschaft Spiegelberg und das Herzogtum Sachsen-Lauenburg.
Nun umfasste das Königreich etwa 2,6 Millionen Untertanen, wodurch es zum zweitgrößten Land im Rheinbund aufstieg. Unter mehreren Veränderungen der älteren Departemente kamen das Departement des Nordens, das Departement der Nieder-Elbe und das Departement der Aller hinzu. Am 1. September hören die Amtsverrichtungen der Gouvermentskommission zu Hannover auf, an diesem Tag tritt die neue Gebietseinteilung in Wirksamkeit.
Zur Durchsetzung der Kontinentalsperre gegen England verliert das Königreich Westphalen weite Gebiete mit mindestens 500.000 Bewohnern. Durch Senatsbeschluss vom 13. Dezember 1810 wurden die nördlich einer Linie von der Lippemündung bis Lauenburg liegenden Gebiete dem Kaiserreich Frankreich einverleibt. An die drei hanseatischen Departemente verlor das Königreich ganz Osnabrück, die Grafschaften Hoya und Diepholz, das Herzogtum Bremen, das Fürstentum Verden, ein Drittel des Fürstentums Lüneburg, die Hälfte des Fürstentums Minden und das Herzogtum Lauenburg. Damit war das Departement Nord, bis auf einen sehr kleinen Teil, ein Drittel des Departement der Nieder-Elbe und ein Viertel des Departements der Aller und fast das ganze Weser-Departement verloren. Am 5. März 1811 entband Jerome die ihm verloren gegangenen Untertanen des Treueids. Unter den Rheinbund-Staaten fiel das Königreich Westphalen auf den dritten Länder-Platz zurück.
Ende Oktober 1813 brach das Königreich zusammen. Am 28. Oktober übernahm ein Militärgouvernement die Verwaltung der ehemaligen preußischen Besitzungen. Am 10. November 1813 ergriff General von Borstell Besitz vom Fürstentum Paderborn. Auch die übrigen Gebiete kehrten in die Hände ihrer alten Besitzer zurück.
| Name des Departements | Hauptstadt      | Einwohner 1807       | Distrikt (Arrondissement, Unterpräfektur) | Einwohner 1807 |
| --- | --------------- | -------------------- | ----------------------------------------- | -------------- |
| Departement der Elbe (1807–1813/14) (kurz Elbe-Departement oder Elb(e)departement, frz. Département de l'Elbe)                          | Magdeburg       | 252.507              | Distrikt Magdeburg                        | 103.375        |
| Departement der Elbe (1807–1813/14) (kurz Elbe-Departement oder Elb(e)departement, frz. Département de l'Elbe)                          | Magdeburg       | 252.507              | Distrikt Neuhaldensleben                  | 49.634         |
| Departement der Elbe (1807–1813/14) (kurz Elbe-Departement oder Elb(e)departement, frz. Département de l'Elbe)                          | Magdeburg       | 252.507              | Distrikt Salzwedel                        | 48.699         |
| Departement der Elbe (1807–1813/14) (kurz Elbe-Departement oder Elb(e)departement, frz. Département de l'Elbe)                          | Magdeburg       | 252.507              | Distrikt Stendal                          | 50.799         |
| Departement der Fulda (1807–1813/14) (kurz Fulda-Departement oder Fuldadepartement, frz. Département de la Fulde)                       | Cassel (Kassel) | 254.845              | Distrikt Cassel                           | 123.002        |
| Departement der Fulda (1807–1813/14) (kurz Fulda-Departement oder Fuldadepartement, frz. Département de la Fulde)                       | Cassel (Kassel) | 254.845              | Distrikt Höxter                           | 65.973         |
| Departement der Fulda (1807–1813/14) (kurz Fulda-Departement oder Fuldadepartement, frz. Département de la Fulde)                       | Cassel (Kassel) | 254.845              | Distrikt Paderborn                        | 65.870         |
| Departement des Harzes (1807–1813/14) (frz. Département du Harz)                                                                        | Heiligenstadt   | 202.891              | Distrikt Heiligenstadt                    | 69.494         |
| Departement des Harzes (1807–1813/14) (frz. Département du Harz)                                                                        | Heiligenstadt   | 202.891              | Distrikt Duderstadt                       | 44.946         |
| Departement des Harzes (1807–1813/14) (frz. Département du Harz)                                                                        | Heiligenstadt   | 202.891              | Distrikt Nordhausen                       | 45.884         |
| Departement des Harzes (1807–1813/14) (frz. Département du Harz)                                                                        | Heiligenstadt   | 202.891              | Distrikt Osterode                         | 42.567         |
| Departement der Leine (1807–1813/14) (kurz Leine-Departement oder Leinedepartement, frz. Département de la Leine)                       | Göttingen       | 144.350              | Distrikt Göttingen                        | 75.025         |
| Departement der Leine (1807–1813/14) (kurz Leine-Departement oder Leinedepartement, frz. Département de la Leine)                       | Göttingen       | 144.350              | Distrikt Einbeck                          | 69.325         |
| Departement der Leine (1807–1813/14) (kurz Leine-Departement oder Leinedepartement, frz. Département de la Leine)                       | Göttingen       | 144.350              | Distrikt Rinteln ab 1811                  |                |
| Departement der Oker (1807–1813/14) (kurz Oker-Departement oder Okerdepartement, frz. Département de l'Ocker)                           | Braunschweig    | 270.486              | Distrikt Braunschweig                     | 101.163        |
| Departement der Oker (1807–1813/14) (kurz Oker-Departement oder Okerdepartement, frz. Département de l'Ocker)                           | Braunschweig    | 270.486              | Distrikt Helmstedt                        | 48.035         |
| Departement der Oker (1807–1813/14) (kurz Oker-Departement oder Okerdepartement, frz. Département de l'Ocker)                           | Braunschweig    | 270.486              | Distrikt Hildesheim                       | 70.764         |
| Departement der Oker (1807–1813/14) (kurz Oker-Departement oder Okerdepartement, frz. Département de l'Ocker)                           | Braunschweig    | 270.486              | Distrikt Goslar                           | 50.524         |
| Departement der Saale (1807–1813/14) (kurz Saale-Departement oder Saaledepartement, frz. Département de la Saale)                       | Halberstadt     | 240.195              | Distrikt Halberstadt                      | 79.443         |
| Departement der Saale (1807–1813/14) (kurz Saale-Departement oder Saaledepartement, frz. Département de la Saale)                       | Halberstadt     | 240.195              | Distrikt Blankenburg                      | 53.294         |
| Departement der Saale (1807–1813/14) (kurz Saale-Departement oder Saaledepartement, frz. Département de la Saale)                       | Halberstadt     | 240.195              | Distrikt Halle                            | 107.458        |
| Departement der Werra (1807–1813/14) (kurz Werra-Departement oder Werradepartement, frz. Département de la Werra)                       | Marburg         | 255.237              | Distrikt Eschwege                         | 83.157         |
| Departement der Werra (1807–1813/14) (kurz Werra-Departement oder Werradepartement, frz. Département de la Werra)                       | Marburg         | 255.237              | Distrikt Hersfeld                         | 93.353         |
| Departement der Werra (1807–1813/14) (kurz Werra-Departement oder Werradepartement, frz. Département de la Werra)                       | Marburg         | 255.237              | Distrikt Marburg                          | 78.727         |
| Departement der Weser (1807–1810) (kurz Weser-Departement oder Weserdepartement, frz. Département du Weser)                             | Osnabrück       | 330.213              | Distrikt Bielefeld                        | 91.802         |
| Departement der Weser (1807–1810) (kurz Weser-Departement oder Weserdepartement, frz. Département du Weser)                             | Osnabrück       | 330.213              | Distrikt Minden                           | 77.012         |
| Departement der Weser (1807–1810) (kurz Weser-Departement oder Weserdepartement, frz. Département du Weser)                             | Osnabrück       | 330.213              | Distrikt Osnabrück                        | 124.435        |
| Departement der Weser (1807–1810) (kurz Weser-Departement oder Weserdepartement, frz. Département du Weser)                             | Osnabrück       | 330.213              | Distrikt Rinteln                          | 36.964         |
| Departement der Aller (1810–1813/14) (kurz Aller-Departement oder Allerdepartement, frz. Département de l'Aller)                        | Hannover        |                      | Distrikt Hannover                         |                |
| Departement der Aller (1810–1813/14) (kurz Aller-Departement oder Allerdepartement, frz. Département de l'Aller)                        | Hannover        | Distrikt Celle       |                                           |                |
| Departement der Aller (1810–1813/14) (kurz Aller-Departement oder Allerdepartement, frz. Département de l'Aller)                        | Hannover        | Distrikt Nienburg    |                                           |                |
| Departement der Aller (1810–1813/14) (kurz Aller-Departement oder Allerdepartement, frz. Département de l'Aller)                        | Hannover        | Distrikt Uelzen      |                                           |                |
| Departement der Elbe- und Weser-Mündung (nur 1810)                                                                                      | Stade           |                      | Distrikt Stade                            |                |
| Departement der Elbe- und Weser-Mündung (nur 1810)                                                                                      | Stade           | Distrikt Bremervörde |                                           |                |
| Departement der Elbe- und Weser-Mündung (nur 1810)                                                                                      | Stade           | Distrikt Verden      |                                           |                |
| Departement der Niederelbe (nur 1810) (kurz Niederelbe-Departement oder Niederelb(e)departement, frz. Département de l'Elbe-Inférieure) | Lüneburg        |                      | Distrikt Lüneburg                         |                |
| Departement der Niederelbe (nur 1810) (kurz Niederelbe-Departement oder Niederelb(e)departement, frz. Département de l'Elbe-Inférieure) | Lüneburg        | Distrikt Harburg     |                                           |                |
| Departement der Niederelbe (nur 1810) (kurz Niederelbe-Departement oder Niederelb(e)departement, frz. Département de l'Elbe-Inférieure) | Lüneburg        | Distrikt Salzwedel   |                                           |                |